# Mawé (langue)
Le mawé ou sateré est une langue tupi parlée par les Mawés au Brésil dans la province de l’Amazonas.